# ドロシー・アンステット
ドロシー・キャサリン・アンステット（Dorothy Catherine Anstett、1947年6月28日 - ）はアメリカ合衆国の美人コンテストのタイトル保持者で、1968年のミスUSAである。愛称はディディ（Didi）。ビル・ラッセルの2番目の妻としても知られる。
アンステットは航空機工場で働く親を持つ9人きょうだいの一人で、ワシントン大学で英語を専攻した。1968年4月、ミス・ワシントンUSAのタイトルを獲得した。

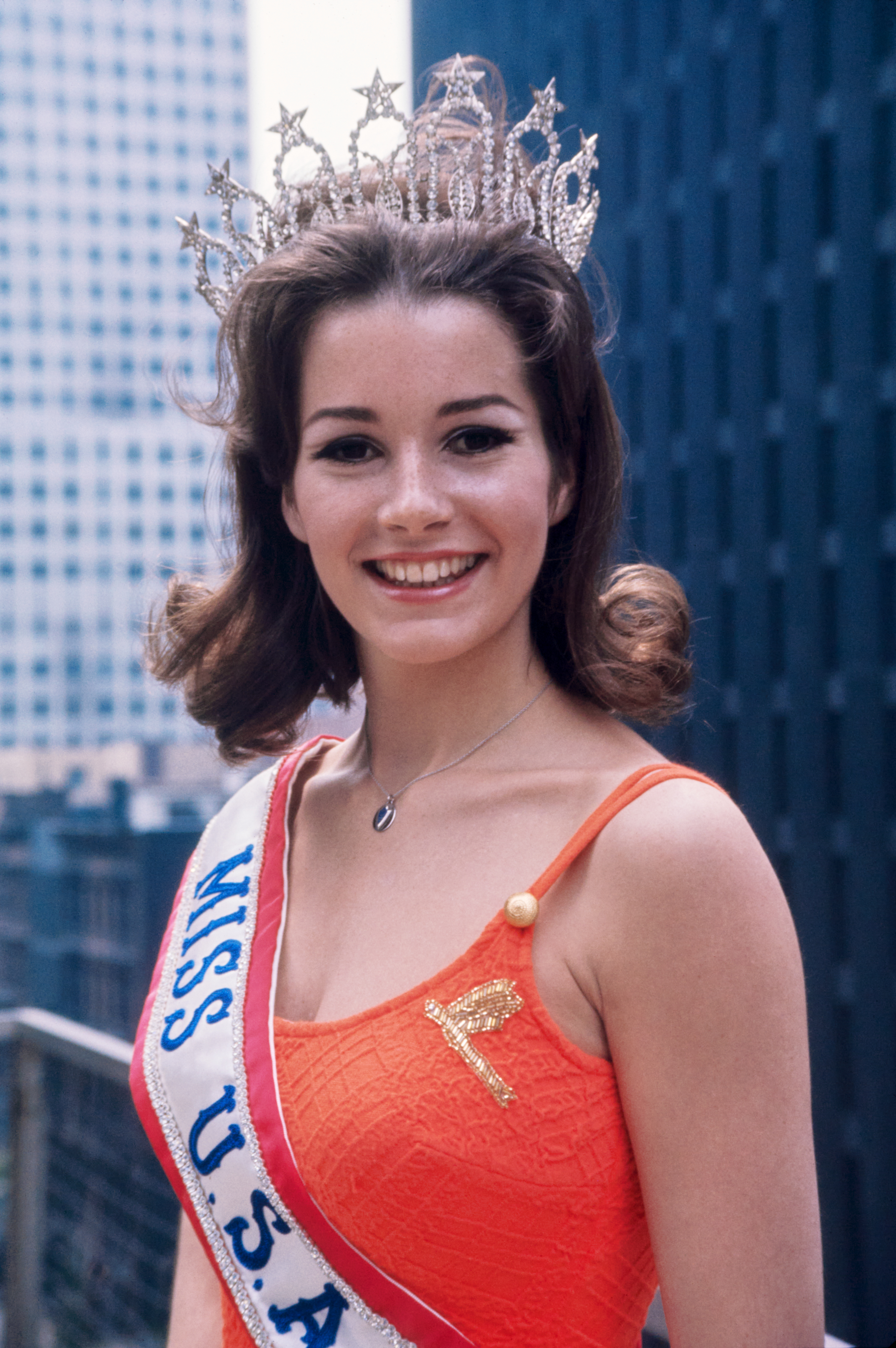
ミスUSA1968

5月18日にはミスUSA大会で優勝した。当時の身長は5フィート9インチ（175センチメートル）、体重は127ポンド（57.6キログラム）、スリーサイズは40-25-36インチ（101.6-63.5-91.4cm）で、バストはミスUSA大会の各州代表51人の中で最も大きく、当時歴代最大のマーナ・ハンセンとリンダ・ビメント（いずれも37インチ=94cm、ハンセンは2年後に38インチ）を上回り、公表されている限り現在に至るまで歴代ミスUSAの最大サイズである。7月のミス・ユニバース世界大会でも当時歴代最大の児島明子（37インチ=94cm、国内で97cm）とビメントを超える女王を目指したが第5位に終わった。
1977年6月8日には、バスケットボールの伝説的な名選手ビル・ラッセルと結婚したが、1980年に離婚した。